# خوسيه ماريا جيل روبلز
خوسيه ماريا جيل روبلز إي كينونيس (بالإسبانية: José María Gil Robles y Quiñones)‏ (سالامانكا 27 نوفمبر 1898 - مدريد 14 سبتمبر 1980) هو سياسي ومحامي إسباني، ونائبًا في كورتيس الجمهورية سنوات 1931 و 1939، ووزيرًا للحرب سنة 1935. وهو زعيم حزب سيدا وشخصية بارزة في الفترة التي سبقت الحرب الأهلية الإسبانية.

## السيرة الذاتية
ولد خوسيه ماريا جيل روبلز في 27 نوفمبر 1898. ابن إنريكي جيل روبلس وبيترا كينونيس أرميستو. تخرج في القانون من جامعة سلامنكا وعمره إحدى وعشرين عامًا، بنفس المهنة القانونية والعمل الجامعي الذي مارسه والده. وخدم منذ شبابه في المنظمات السياسية والاجتماعية الكاثوليكية. حصل على الدكتوراه في الجامعة المركزية بمدريد عام 1922 ونال في 1922 على امتحان كرسي القانون السياسي في جامعة لا غونا (تنريفي). وبعد عودته مدريد، أضحى عضوا مهمًا من كتاب الصحيفة الكاثوليكية El Debate.
وفي عهد دكتاتورية الجنرال ميغيل بريمو دي ريفيرا، تعاون مع خوسيه كالفو سوتيلو المدير العام للإدارة المحلية في صياغة النظام الأساسي للبلدية.

### حقبة الجمهورية
فاز في انتخابات 1931 بعضوية الكورتيس عن سالامانكا. خلال فترة الجمهورية: لم يكن مهما عنده إن كانت إسبانيا ملكية أو جمهورية لأن ذلك ليس بأهمية أن يتوافق القانون مع المبادئ الدينية. حيث تميز بمعارضته للسياسة الدينية للنظام الجمهوري الجديد منذ أن كان عضواً في لجنة صياغة المشروع الدستوري. وشارك في النقاش حول المسألة الدينية في دستور 1931 دفاعًا عن الخط الكاثوليكي الذي دعا إليه الكاردينال فرنسيسكو فيدال باراكير، والذي (وفقًا للمؤرخ مانويل ألفاريز تارديو) بعد أن استذكر رفض الكاثوليك لمبدأ حرية الفكر، كان على استعداد لقبول مع فروق بسيطة إعلان علمانية الدولة، شريطة أن يتم الاعتراف «بحقوق الكنيسة»، بما في ذلك تلك المتعلقة بالمجموعات الدينية.
أصبح عضوًا في حزب العمل الوطني (Acción Nacional) سنة 1931، وأعيد تسميته سنة 1932 باسم العمل الشعبي (Acción Popular) حيث أضحى أحد قادته الرئيسيين.

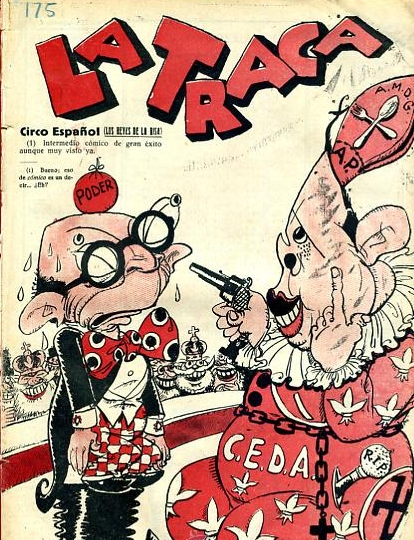
كاريكاتير في لا تراكا مع ريكاردو سامبر

في نهاية فبراير وبداية مارس 1933 شارك في إنشاء الاتحاد الإسباني لليمين المستقل (CEDA) من خلال دمج حزب العمل الشعبي. وفي سبتمبر 1933 حضر كمراقب في مؤتمر نورمبرغ، حيث درس الدعاية النازية. في الخطب الانتخابية للحملة الانتخابية في نوفمبر 1933، أكد أن الديمقراطية هي ببساطة «وسيلة» للوصول إلى الدولة المشتركة. فاز حزبه الجديد في الانتخابات، ولكن بأغلبية صغيرة (115 مقعدًا من 450 مقعدًا)، مما جعله غير قادر على تشكيل حكومة منفردة. ولتجنب النزاعات مع الأحزاب اليسارية، طلب الرئيس نيكيتو الكالا زامورا من أليخاندرو ليروكس زعيم الحزب الجمهوري الراديكالي، تشكيل الحكومة بدلاً من جيل روبلز، رئيس أكبر حزب في كورتيس. لذا أيد روبلز الحكومة الجديدة في نفس الشهر. أثار تعيين ثلاثة وزراء من (CEDA) في مجلس الوزراء سنة 1934 ثورة أستورياس اليسارية التي اندلعت ضد حكومة الجمهورية. شغل جيل روبلز منصب وزير الحرب في وزارة ليروكس من مايو إلى ديسمبر 1935. في الانتخابات الحاسمة التي جرت في فبراير 1936، كانت CEDA هي الجزء الأكبر من ائتلاف الجبهة الشعبية، والتي ضمت أيضًا ملكيين ألفونسيين وكارليين. قام بحملة من أجل الأغلبية، وربما تمت إعادة انتخابه، إلا أن الجبهة الشعبية فازت في الانتخابات بفارق ضئيل.
على الرغم من قيامه ببعض المظاهرات العامة الفاشلة، إلا أن المؤرخ خافيير توسيل يشير في كتابه «تاريخ أسبانيا في القرن العشرين» (1998): بأن «جيل روبلز غالبًا ما يدلى بتصريحات متهورة، ولكن عندما لخص إيديولوجيته كتابيًا في هذا الوقت، فعل ذلك من خلال التمسك باليمين الفرنسي المحافظ والمعتدل وليس مع موسوليني». وذهب ستانلي جي. باين إلى أبعد من ذلك وذكر في كتابه «انهيار الجمهورية» (2006) أن جيل روبلز شعر بالخوف من الفاشية:«لم تتمكن سيدا الكاثوليكية رغم ضخامتها أن تكون حزبا فاشيا، لأن رئيسها جيل روبلز كان في الحقيقة خائفًا منهم».
بعد انتصار الجبهة الشعبية في انتخابات فبراير 1936 وهزيمة CEDA، تبخر دعم جيل روبلز وحزبه بين عشية وضحاها تقريبًا. وكان أكثر ما يلفت النظر هو نزيف أعضاء CEDA إلى الفلانخي الفاشية. بخيبة أمل مريرة من فشل زعيمهم، انضمت مجموعة شباب CEDA Juventudes de Acción Popular بشكل جماعي إلى الفلانخي. في الأشهر التالية وفي الوضع المضطرب الذي نشأ، ادرك جيل روبلز جيدًا أن الانقلاب يعد بنار هادئة. ومع إصراره لاحقا على أنه لم يكن له أي دور في تدمير الجمهورية، فقد تم إبقاء قائد الوكالة على علم بكل مرحلة من مراحل المؤامرة؛ لعب أعضاء حزبه أدوار اتصال مهمة، مما سهل الاتصال بين المتآمرين العسكريين والمدنيين. أذن جيل روبليس نفسه بنقل 500000 بيزيتا من أموال CEDA الانتخابية إلى المتمردين العسكريين للجنرال إميليو مولا.
مهما كانت سياسته، فمع بداية الحرب الأهلية الإسبانية، لم يكن جيل روبلز مستعدًا للقتال مع فرانسيسكو فرانكو من أجل السلطة، وفي أبريل 1937 أعلن حل CEDA. بعد الحرب الأهلية ذهب إلى المنفى. في الخارج تفاوض مع اتباع الملكية الإسبان في محاولة للتوصل إلى إستراتيجية مشتركة للاستيلاء على السلطة في إسبانيا. في عام 1968 تم تعيينه أستاذاً لجامعة أوفييدو ونشر كتابه "No fue posible la paz" (السلام لم يكن ممكنًا). كان عضوا في محكمة العدل الدولية في لاهاي. بعد وفاة فرانكو ونهاية نظامه أصبح جيل روبلز أحد قادة حزب «الديمقراطية المسيحية الإسبانية»، الذي لم يحصل على أي دعم في الانتخابات العامة الإسبانية في عام 1977.

## روابط خارجية
- خوسيه ماريا جيل روبلز على موقع الموسوعة البريطانية (الإنجليزية)
- خوسيه ماريا جيل روبلز على موقع مونزينجر (الألمانية)